# 北九州短期大学
北九州短期大学（きたきゅうしゅうたんきだいがく）は、福岡県北九州市八幡西区皇后崎町1-17に本部を置いていた日本の私立大学である。1967年に設置され、2004年に廃止された。

## 概要

### 大学全体
- 福岡県北九州市八幡西区に所在した日本の私立短期大学で、設置主体は学校法人北九州学院[注 1]。
- 1967年に九州法科短期大学として福岡県直方市に開学[4]。1972年に北九州短期大学に改称した。夜間部・法科のみの単科短大で1学年定員は150名[5]→100名[6]と小規模であった。
- 1976年度の入学生を最後に[注釈 2]、25年以上に亙り名目上の休校が続き、2004年10月をもって正式に廃止となる[9]。

### 教育および研究
- 法律に関する専門教育ほか[10]、司法試験・会計士・税理士などの国家試験対策にも力をいれていた[11]。

### 学風および特色
- 勤労者に大学教育を開放することを狙いに夜間部のみが設けられていた。

## 沿革
- 1967年
  - 2月7日 左記を以て文部省[注 2]より短期大学の設置が認可される[12]。
  - 4月1日 九州法科短期大学が以下の学科体制にて開学する[注 3]。
    - 法科 入学定員150名[13]
- 1972年
  - 4月28日 北九州市に移転して北九州短期大学に学名変更。法人名を学校法人北九州学院に変更[14]。
- 1973年
  - 4月1日 法科第二部の 入学定員を150[15]→100に減員[注 4]。
- 1974
  - 3月29日 左記をもって教職課程の設置が認められる[19]。
- 1976年
  - 4月1日 この年度をもって学生募集を終了[注釈 2]。
- 1978年
  - 3月 最後の卒業生27人が卒業した[注 5]。
- 2004年
  - 10月22日 正式に廃止となる[9]。

## 基礎データ

### 所在地
- 福岡県北九州市八幡西区皇后崎町1-17[注釈 1]

### 象徴
- 北九州短期大学のカレッジマークは右記資料を参照[11]。

## 教育および研究

### 組織

#### 学科
- 法科第二部  入学定員100名[注 6]
  - 法律専攻[11]
  - 税法経理専攻[11]

#### 専攻科
- なし

#### 別科
- なし

#### 取得資格について
- 教職課程あり[23]

##### 年度別学生数
| 年度   | 入学定員 | 総定員 | 学生総数   | 参照および備考 |
| ------ | -------- | ------ | ---------- | -------------- |
| 1967年 | 150      | 150    | 男135 女18 | [ 25 ]         |
| 1968年 | 150      | 300    | 男168 女54 | [ 26 ]         |
| 1970年 | 150      | 300    | 男151 女19 | [ 27 ]         |
| 1971年 | 150      | 300    | 男120 女18 | [ 28 ]         |
| 1972年 | 150      | 300    | 男163 女22 | [ 29 ]         |
| 1973年 | 100      | 250    | 男264 女52 | [ 30 ]         |
| 1975年 | 100      | 200    | 男110 女36 | [ 31 ]         |
| 1976年 | 100      | 200    | 男63 女26  | [ 32 ]         |
| 1977年 | 100      | 100    | 男26 女10  | [ 33 ]         |

#### 附属機関
- 社会体制研究所[11]
- 経理経営研究所[11]

### 研究
- 『北九州短期大学研究論集』[34]

## 大学関係者と組織

### 大学関係者一覧
- 宇賀田順三

## 施設

### キャンパス
- 交通アクセス：西鉄北九州線皇后崎駅が最寄りの地となっていた[注 7]

## 対外関係

### 系列校
- 西日本短期大学

## 社会との関わり
- 2004年10月19日付にて、文部科学省より学校法人北九州学院に対し、学校運営に必要な施設などを長期間にわたり設置せず必要最低限の学習環境を維持できていないとして、私立学校法に基づき解散命令が出された。廃校は、冒頭にあるように10月22日[9]。

## 卒業後の進路について

### 編入学･進学実績
- 大阪学院大学商学部通信教育部3年次編入学の資格が与えられるという特典があった[11]。